# María Emilia Soria
María Emilia Soria (General Roca, 20 de julio de 1985) es una abogada  y política argentina del Partido Justicialista, actual intendenta de la Ciudad de General Roca desde el 10 de diciembre de 2019. Fue Diputada Nacional del Frente para la Victoria por la provincia de Río Negro.

## Biografía
Hija de Carlos Ernesto Soria y Susana Freydoz, estudió abogacía en la Universidad Católica Argentina recibiéndose en 2010. Realizó tareas de militancia política en Capital Federal y en el partido bonaerense de Ezeiza. Ejerció luego la labor de abogacía con un estudio jurídico en General Roca y en la Fiscalía de Estado en el Alto Valle.
En 2013 se presentó como candidata a Diputada Nacional por el Frente para la Victoria, para lo cual pidió una licencia de su cargo en la Fiscalía de Estado sin goce de sueldo. En las elecciones obtuvo el 50,76% de los votos. En el Congreso, integró la comisión de Justicia como vicepresidenta, y como vocal en las comisiones de Agricultura y Ganadería; Energía y Combustibles; Familia, Mujer, Niñez y Adolescencia; Libertad de Expresión; y Recursos Naturales y Conservación del Ambiente Humano.
En 2015 hubo rumores de su intento de postularse como candidata a vicegobernadora de la Provincia de Río Negro, acompañando a Miguel Ángel Pichetto. Pero, al no tener los 30 años de edad fijados por la constitución rionegrina, no pudo. Impulsando un proyecto de ley para darle mayor poder a las provincias sobre relación financiera y bases de un régimen de coparticipación federal de impuestos y el régimen de promoción para los elaboradores primarios de caldo de sidra y envasado en origen. En 2017 Soria presentó 23 proyectos de ley
En agosto de 2016, en medio de una crisis frutícola en el Alto Valle del Río Negro, se dirigió al Jefe de Gabinete Marcos Peña en una sesión de la Cámara de Diputados agitando una manzana de Chile. Allí denunció que las importaciones de manzanas chilenas, fruto de la política macroeconómica del gobierno de Mauricio Macri perjudicaban la producción de su provincia.
En octubre de 2017 se presentó como candidata a Diputada Nacional por el Frente para la Victoria y renovó su banca, ganando las elecciones con un 49,37% de los votos.
En octubre de 2017 votó a favor del desafuero de Julio De Vido, pero criticó su intencionalidad política.
En diciembre de 2017 se opuso a la reforma previsional y cuestionó duramente a los gobernadores que firmaron el acuerdo previsional y fiscal con el Gobierno Nacional y a los legisladores lo respaldaron, sobre todo a aquellos pertenecientes al Partido Justicialista. En 2018 como  diputada nacional María presentó un proyecto de Ley para incorporar dentro del esquema de la Defensoría del Pueblo un área específica para los inquilinos, Ante la falta de controles y grandes excesos en la relación contractual. y otro proyecto de Ley para crear un Régimen de Gestión Ambiental de Aguas, que entre otras cosas, prevé dotar de financiamiento adecuado al Fondo Nacional para garantizar la protección de los recursos hídricos. y un proyecto de ley de fomento del turismo patagónico con el objetivo de fomentar el turismo nacional, específicamente el patagónico, y por el otro lado preservar las divisas del país.
En junio de 2019 fue elegida intendenta de la Ciudad de General Roca, provincia de Río Negro con el 56,12% de los votos. En las primeras semanas llamó a nuevas licitaciones por obras de más de 90 millones de pesos y con los nuevos llamados, los presupuestos resultaron ser hasta un 25% más inferiores que en los pliegos originales, lanzó obras de pavimento en el barrio Japonés y 129 Viviendas -donde el nuevo presupuesto es un 25% inferior al diseñado por la gestión anterior- y en las 174 y 51 Viviendas, donde se pasó de 23,9 millones a 20,1 millones.
En cuanto a su vida personal, está casada y tiene dos hijos.